# Östafrikanska federationen

Östafrikanska federationen

Östafrikanska federationen är en tänkt afrikansk federation för att ena Östafrikanska gemenskapens sex medlemsstater, Burundi, Kenya, Rwanda, Sydsudan, Tanzania och Uganda till en enda stat. Planerna har skjutits på framtiden upprepade gånger, och inget datum för federationens inrättande finns.
Den föreslagna valutan är östafrikansk shilling, som planerades införas under 2009 men som ännu inte införts. Med en yta på 1 820 664 km² kommer Östafrikanska federationen att bli Afrikas fjärde största nation och den sextonde största i världen. Med en befolkning på 127 miljoner människor skulle landet blir det näst mest befolkade landet i Afrika (efter Nigeria) och det elfte mest befolkade i världen.
Kommittén sammanträdde för ett femdagars samrådsmöte i Burundi den 14–18 januari 2020, där det tillkännagavs att en konstitution för en konfederation skulle utarbetas till slutet av 2021. Efter godkännande av utkastet av de sex medlemsstaterna efter ett års samråd planeras Östafrikanska federationen att inrättas år 2023.[uppföljning saknas] Färdplanen mot en fullständig politisk federation kommer att diskuteras i detalj vid framtida möten.